# Isak Scheel
Isak Scheel (Oslo, 19 giugno 1990) è un calciatore norvegese, difensore del Landsås.

## Carriera

### Club

#### Sogndal
Scheel iniziò la carriera professionistica con la maglia del Sogndal. Debuttò ufficialmente in prima squadra l'11 aprile 2010, sostituendo Espen Olsen nel successo per 0-1 in casa dell'Alta. Al termine della stagione, la squadra raggiunse la promozione nell'Eliteserien. Il 20 marzo 2011, così, esordì nella massima divisione norvegese: fu titolare nella sconfitta per 2-1 in casa dello Strømsgodset.

#### Lillestrøm e Bærum
Il 10 novembre 2011 fu reso noto il suo passaggio al Lillestrøm, a partire dal 1º gennaio successivo. Il primo incontro con questa casacca fu datato 20 maggio 2012, schierato titolare nel successo per 1-0 contro la sua ex squadra del Sogndal. Il 1º agosto, a causa del poco spazio, fu ceduto in prestito al Bærum, fino alla conclusione della stagione.

## Statistiche

### Presenze e reti nei club
Statistiche aggiornate al 22 marzo 2023.
| Stagione       | Club           | Campionato     | Campionato | Campionato | Coppe nazionali | Coppe nazionali | Coppe nazionali | Coppe continentali | Coppe continentali | Coppe continentali | Supercoppe | Supercoppe | Supercoppe | Totale | Totale |
| Stagione       | Club           | Comp           | Pres       | Reti       | Comp            | Pres            | Reti            | Comp               | Pres               | Reti               | Comp       | Pres       | Reti       | Pres   | Reti   |
| -------------- | -------------- | -------------- | ---------- | ---------- | --------------- | --------------- | --------------- | ------------------ | ------------------ | ------------------ | ---------- | ---------- | ---------- | ------ | ------ |
| 2010           | Sogndal        | 1D             | 17         | 0          | CN              | 3               | 0               | -                  | -                  | -                  | -          | -          | -          | 20     | 0      |
| 2011           | Sogndal        | ES             | 29         | 0          | CN              | 4               | 0               | -                  | -                  | -                  | -          | -          | -          | 33     | 0      |
| Totale Sogndal | Totale Sogndal | Totale Sogndal | 46         | 0          |                 | 7               | 0               |                    | -                  | -                  |            | -          | -          | 53     | 0      |
| gen.-ago. 2012 | Lillestrøm     | ES             | 4          | 0          | CN              | 2               | 0               | -                  | -                  | -                  | -          | -          | -          | 6      | 0      |
| ago.-dic. 2012 | Bærum          | 1D             | 15         | 0          | CN              | -               | -               | -                  | -                  | -                  | -          | -          | -          | 15     | 0      |
| 2013           | Lillestrøm     | ES             | 4          | 0          | CN              | 1               | 0               | -                  | -                  | -                  | -          | -          | -          | 5      | 0      |
| 2022           | Landsås        | 4D             | 7          | 0          | CN              | 0               | 0               | -                  | -                  | -                  | -          | -          | -          | 7      | 0      |
| 2023           | Landsås        | 4D             | 0          | 0          | CN              | 1               | 0               | -                  | -                  | -                  | -          | -          | -          | 1      | 0      |
| Totale Landsås | Totale Landsås | Totale Landsås | 7          | 0          |                 | 1               | 0               |                    | -                  | -                  |            | -          | -          | 8      | 0      |
| Totale         | Totale         | Totale         | 76         | 0          |                 | 11              | 0               |                    | -                  | -                  |            | -          | -          | 87     | 0      |

## Palmarès
- Norgesmesterskapet G19: 1

Stabæk: 2008